# Naturschutzgebiet Löptener Fenne–Wustrickwiesen
Das Naturschutzgebiet Löptener Fenne–Wustrickwiesen ist ein 218,22 Hektar großes Naturschutzgebiet im Landkreis Dahme-Spreewald in Brandenburg.

## Lage und Geschichte
Das Naturschutzgebiet liegt auf Flurstücken der Gemeinde Groß Köris, Klein Köris, dem Ortsteil Löpten sowie der Gemeinde Schwerin. Es umfasst den südlichen Teil des Großen Moddersees, den daran anschließenden südlich-westlichen Streifen bis zur Bahnlinie Berlin-Cottbus, die Wustrickwiesen westlich der Bahnlinie sowie im weiteren Verlauf einige Flurstücke westlich von Löpten und ein weiteres Flurstück westlich der Bahnlinie.
Das Moor entstand in der Letzten Kaltzeit, die vor rund 10.000 Jahren endete. Es ist Teil einer Schmelzwasserrinne, die bis Fürstenwalde/Spree reicht und in der auch noch im 21. Jahrhundert zahlreiche Seen vorhanden sind. Die Löptener Fenne war einst einer dieser Seen, ist aber im Laufe der Zeit verlandet. Im Schmettauschen Kartenwerk sind Reste des ursprünglich deutlich größeren Sees erkennbar. Dieser hatte zur Zeit der Kartenerstellung (zwischen 1767 und 1787) noch keinen Abfluss. Der genaue Zeitpunkt des Durchstichs ist nicht bekannt, jedoch ist im Urmesstischblatt von 1841 hingegen bereits eine Verbindung zwischen der Löptener Fenne und den Wustrickwiesen eingezeichnet. Da die Wustrickwiesen rund 1,5 Meter tiefer als die Fenne liegt, floss das Wasser aus dem verbliebenen See ab. Die umliegenden Moorflächen wurden entwässert; ein Verlandungsmoor entstand. Unterhalb einer Schicht aus Torf lassen sich noch Mudden mit einer Stärke von mehr als zehn Metern nachweisen. Die Arbeiten – ein Graben von 400 Metern Länge und einer Tiefe von annähernd drei Metern – fallen in die Zeit Friedrich Wilhelm I., der 1717 die Ländereien der Familie Schenk von Landsberg übernahm. Da er zahlreiche Entwässerungsarbeiten anordnete, vermuten Experten, dass auch dieser Graben auf eine königliche Anordnung hin entstand.
Durch die Entwässerung zersetzten sich die Torfe und die Mooroberfläche sackte zunehmend ab. Der Graben musste weiter vertieft werden, bis schließlich eine Entwässerung über die Fenne nicht mehr möglich war. Vermutlich waren es Kriegsgefangene, die im Ersten Weltkrieg einen Meter unterhalb der Sohne eine zusätzliche Rohrleitung verlegten, damit der Wasserstand in den Moorflächen zu Gunsten einer weiteren Bewirtschaftung abgesenkt werden konnte. In den folgenden Jahrzehnten nutzten unterschiedliche Pächter die Fläche. Nach dem Ende des Zweiten Weltkrieges wurde das Gebiet im Zuge der Bodenreform in Deutschland auf mehrere kleinere Bauern aufgeteilt, um mit der Gründung eine LPG Ende der 1950er Jahre wieder vereint zu werden. Sie errichtete ein Schöpfwerk, das Wasser aus der Fenne in den Löptener Hauptgraben förderte. Eine intensive landwirtschaftliche Nutzung war jedoch auch mit dieser Methode nicht möglich, so dass die Anlage wieder stillgelegt wurde. Das zuvor gehölzfreie Moor wurde durch die Entwässerung verbunden mit den Nährstoffeintragungen in vergleichsweise kurzer Zeit bewaldet. Die Rohrleitung wies einen Defekt auf, so dass sich im Winter oder bei starken Niederschlägen das Wasser in der Fenne staute. Im Sommer floss es hingegen ab, so dass das Moor starken Wasserstandsschwankungen ausgesetzt war.
Im 21. Jahrhundert sind kaum noch offene Moorflächen vorhanden. Seit 2013 führt der NaturSchutzFonds Brandenburg im Zuge eines LIFE (EU)-Projektes Maßnahmen zur Renaturierung durch. Der Wasserstand im Moor sollte stabilisiert und die Schwankungen abgemildert werden. Dazu wurde die Rohrleitung zerstört und eine Sohlgleite mit einer Furt errichtet. Damit kann das Wasser seither an der Oberfläche über den alten Durchstich in Richtung Wustrickwiesen abfließen.

## Flora und Fauna
Im nördlichen Teil des Naturschutzgebietes wachsen Braunmoos-Seggen. Einige Streuwiesen werden mit Hilfe von Schafen bewirtschaftet. Dort wachsen die Draht-Segge, der Fieberklee sowie der Zungen-Hahnenfuß.

## Entwicklung
Der Zustand des Gebietes wird als unzureichend beschrieben. Durch das Mähen nährstoffreicher Flächen sollen Nährstoffe aus dem Gebiet entnommen werden. Das Entwässerungssystem der Löptener Fenne in die Wustrickwiesen soll so eingestellt werden, dass die Fenne nicht austrocknet, aber gleichzeitig bewirtschaftet werden kann. Experten planen, verschiedene Gefäßpflanzen und Moose wieder anzusiedeln.